# Johannes Hopf
Per Johannes Hopf, född 16 juni 1987 i Räng, är en svensk före detta professionell fotbollsmålvakt som senast spelade för Ankaragücü.

## Karriär
Johannes Hopf skrev i juli 2008 på ett A-lagskontrakt över 3,5 år för Hammarby IF men spelade 2009 matcher i Hammarby TFF. Han kunde gå fritt mellan A-laget och talanglaget tack vare att han var en av tre spelare som spelade med Hammarby TFF på utlåningsavtal. Han förde Hammarby TFF till serieseger i Div 2 Södra Svealand och blev utsedd till Sveriges bästa division 2-målvakt av Unibet i Unibet 2:an. 
2009 debuterade han i Hammarbys A-lag. 
Säsongen 2010 konkurrerade han ut Rami Shaaban som Hammarbys förstemålvakt och spelade 26 av 30 matcher från start i Superettan. 
13 november 2010 stod Johannes Hopf i mål när Hammarby spelade final i Svenska Cupen mot Helsingborg. Hammarby förlorade matchen med 1-0 och fick därmed silvermedaljer. 
Hopf blev vald till "Årets Bajenspelare" i Hammarby både 2010 och 2012.
I slutet av maj 2015 skrev Hopf på ett kontrakt med turkiska Gençlerbirliği.
Under 2018 flyttade Hopf till Ankaragücü. I maj 2020 berättade Hopf att han skulle avsluta sin karriär på grund av en efterhängsen höftskada.